# Royaume-Uni au Concours Eurovision de la chanson junior 2004
Le Royaume-Uni a participé au Concours Eurovision de la chanson junior, en 2004 où ils étaient représentés par Cory Spedding avec la chanson "The Best Is Yet To Come".

## Sélection

### Finale national
Une finale nationale a été organisée par Independent Television (ITV)  pour sélectionner la candidature britannique au Concours Eurovision de la chanson junior 2004.
La finale, diffusée sur la chaîne numérique ITV2, a eu lieu le 4 septembre 2004 et a été présentée par Holly Willoughby, Stephen Mulhern et Michael Underwood. Un télévote régional a eu lieu pour sélectionner le gagnant parmi les 8 compétiteurs.
| Ordre | Artiste          | Chanson                   | Points | Place |
| ----- | ---------------- | ------------------------- | ------ | ----- |
| 1     | Samantha Seth    | "Rockstar Wannabe"        | 17     | 7     |
| 2     | Kirsty Williams  | "Sunshine"                | 29     | 4     |
| 3     | Nathan Sykes     | "Born to Dance"           | 46     | 3     |
| 4     | Charlie Allan    | "One in a Crowd"          | 17     | 7     |
| 5     | Loaded Dice      | "Dill"                    | 24     | 5     |
| 6     | Jessica Hamilton | "Because of You"          | 19     | 6     |
| 7     | Andrew Merry     | "Together Again"          | 47     | 2     |
| 8     | Cory Spedding    | "The Best is Yet to Come" | 48     | 1     |

## À l'Eurovision Junior
Le concours Eurovision de la chanson 2004 devait initialement se tenir à Manchester. Cependant, ITV a abandonné le projet en raison de problèmes de financement et de calendrier. Il a donc été déplacé à Lillehammer en Norvège.
Le soir du concours, Cory Spedding s'est classé 13e dans l'ordre de passage du concours, après Lettonie et devant le Danemark. À la fin du vote Cory a reçu 140 points, se classant 2e des 18 participants en compétition, battu par María Isabel qui représenté l'Espagne.

### Vote
| Score     | Pays                                                                                  |
| --------- | ------------------------------------------------------------------------------------- |
| 12 points | Pays-Bas                                                                              |
| 10 points | - Biélorussie - Belgique - Danemark - Lettonie - Malte - Pologne - Roumanie - Espagne |
| 8 points  |                                                                                       |
| 7 points  | - Croatie - Suède - Suisse                                                            |
| 6 points  | - France - Norvège                                                                    |
| 5 points  | - Chypre - Grèce - Macédoine du Nord                                                  |
| 4 points  |                                                                                       |
| 3 points  |                                                                                       |
| 2 points  |                                                                                       |
| 1 point   |                                                                                       |

| Score     | Pays              |
| --------- | ----------------- |
| 12 points | Croatie           |
| 10 points | Danemark          |
| 8 points  | Chypre            |
| 7 points  | Espagne           |
| 6 points  | Roumanie          |
| 5 points  | Grèce             |
| 4 points  | Malte             |
| 3 points  | Macédoine du Nord |
| 2 points  | France            |
| 1 point   | Belgique          |